# Чемпіонат Буковини з хокею 1944
Останній розіграш "Регіональної Ліги Півночі" відбувся у січні 1944 року, за часів короткочасного повернення румунської влади в Буковину.

## Історія
Остання передвоєнна крайова першість з хокею відбулася взимку 1940 року. А з 28 червня того ж року на буковинський край насунула радянська окупація. Частина місцевих спортовців подалася в еміграцію, частина ж залишилася на місті. З хокеїстів кращих буковинських клубів була сформована збірна, що взяла участь в першому чемпіонаті Української РСР з "канадського" гокею в лютому 1941 року. Проте, з початком активної військової фази радянсько-німецької війни, у Буковину повернулася румунська адміністрація.
З 1943 року де-які з-поміж довоєнних хокейних команд були відновлені, проте провести регіональну першість не вдалося. А вже наступного - 1944 року - першість таки розіграли. Відомо, що матчі відбувалися лише в денний час, нічне ж освітлення було геть заборонено через радянські бомбардування. Кількісний склад учасників розіграшу Регіональної Ліги достеменно не встановлений, проте відомо, що чемпіонство і на цей раз вибороли гаківники «Драгош Воде».
Наступного разу чернівчани з'являться на гокейній арені не скоро.

## Підсумкова класифікація
| Місце | Команда                | І | В | Н | П | Ш   | О |
| ----- | ---------------------- | - | - | - | - | --- | - |
| 1     | «Драгош Воде» Чернівці | 1 | 1 | 0 | 0 | 7-1 | 2 |
| ?     | ?                      | ? | ? | ? | ? | ?-? | ? |

## Міжнародні змагання
В розіграші чемпіонату Румунії «Драгош Воде» мав виступити в ролі господаря фінальної групи. Проте, румунська федерація перенесла "фінальну пульку" до Бухареста, куди буковинський чемпіон на знак протесту не з'явився.